# حميد سوريان
حميد سوريان (بالفارسیة: حمید سوریان)؛ (ولد في 1985، في الري، طهران)، هو مصارع إيراني و بطل الألعاب الأولمبية الصيفية 2012.

## وصلات خارجية
- حميد سوريان على موقع قاعدة بيانات المصارعة الدولية (الإنجليزية)
- حميد سوريان على موقع أوليمبيديا (الإنجليزية)

- إيران في الألعاب الأولمبية الصيفية 2012
- https://en.wikipedia.org/wiki/Hamid_Sourian